# Tannay (Zwitserland)
Tannay is een gemeente en plaats in het Zwitserse kanton Vaud, en maakt deel uit van het district Nyon.
Tannay telt 1248 inwoners.